# HMS Calypso (D61)
L'HMS Calypso (D61) va ser un creuer de classe C de la subclasse Caledon de la Royal Navy, avarat el 1917 i enfonsat el 1940 pel submarí italià Alpino Bagnolini. El Calypso va ser construït per Hawthorn Leslie and Company. La seva quilla es va posar el febrer de 1916 i es va acabar el juny de 1917.

## Historial de servei

### Primera Guerra Mundial
El Calypso va lluitar a la Segona Batalla d'Heligoland Bight el 17 de novembre de 1917, quan ell i el seu vaixell germà Caledon formaven part de la força que va interceptar els dragamines de la Kaiserliche a prop de la costa alemanya. Durant la batalla, el pont del Calypso va rebre l'impacte d'un obús de 5,9 polzades (150 mm) que va matar a tothom al pont, inclòs el capità, i va provocar el tir accidental d'un torpede preparat.

### Entreguerres
El Calypso va anar al rescat de la família reial grega el 1922 després que el rei Constantí de Grècia abdiqués i una dictadura militar prengués el poder. El germà del rei, el príncep Andreu de Grècia i Dinamarca va ser desterrat de per vida per una cort revolucionària i es va veure obligat a fugir amb la seva família, que incloïa el seu fill Felip, de 18 mesos, que més tard es convertiria en el príncep Felip, duc d'Edimburg. El govern britànic havia rebut notícies de la situació i va enviar el Calypso per evacuar la família. Van embarcar amb possessions mínimes. Felip va ser portat a bord en un bressol fet amb una caixa taronja. La família va ser portada a Bríndisi, Itàlia, on els van pujar en tren cap a París.
El 2 de novembre de 1924, el destructor HMS Venomous estava navegant al Grand Harbour per tornar a La Valletta, Malta, des d'un creuer pel mar Mediterrani occidental, quan accidentalment va embolicar i enfonsar una barca a motor del Calypso. Les quatre persones a bord de la barca van ser salvades per un bot del destructor HMS Umpire.

### Segona Guerra Mundial
Durant la primera part de la Segona Guerra Mundial, el Calypso va servir amb el 7è Esquadró de Creuers al servei de la Patrulla del Nord com a vaixell de bloqueig al mar del Nord entre Escòcia i Islàndia. El 24 de setembre de 1939, el Calypso va interceptar el vaixell mercant alemany Minden al sud d'Islàndia. La tripulació del Minden va enfonsar el seu vaixell abans que pogués ser capturat. El 22 de novembre, el Calypso va capturar el vaixell mercant alemany Konsul Hendrik Fisser davant d'Islàndia. Després de l'enfonsament del Rawalpindi el 23 de novembre, el Calypso va participar en la recerca dels vaixells de guerra alemanys Scharnhorst i Gneisenau. A principis de 1940, el Calypso va ser enviat a Alexandria a la Mediterrània oriental.
El Calypso va ser el primer vaixell de la marina britànic enfonsat per la Regia Marina durant la Segona Guerra Mundial. Dos dies després que Itàlia declarés la guerra a la Gran Bretanya, el Calypso estava en una patrulla contra els vaixells italians que viatjaven a Líbia quan va rebre l'impacte D'un torpede del submarí italià Alpino Bagnolini (Capitano di corvetta Franco Tosoni Pittoni) a unes 50 milles (80 km) al sud del cap Lithion a Creta a la Mediterrània oriental a les 00:59 del 12 de juny de 1940. Trenta-nou mariners del Calypso van morir en l'enfonsament. La majoria dels seus supervivents van ser rescatats pel destructor Dainty i portats a Alexandria.